# Christian Huber (Autor)

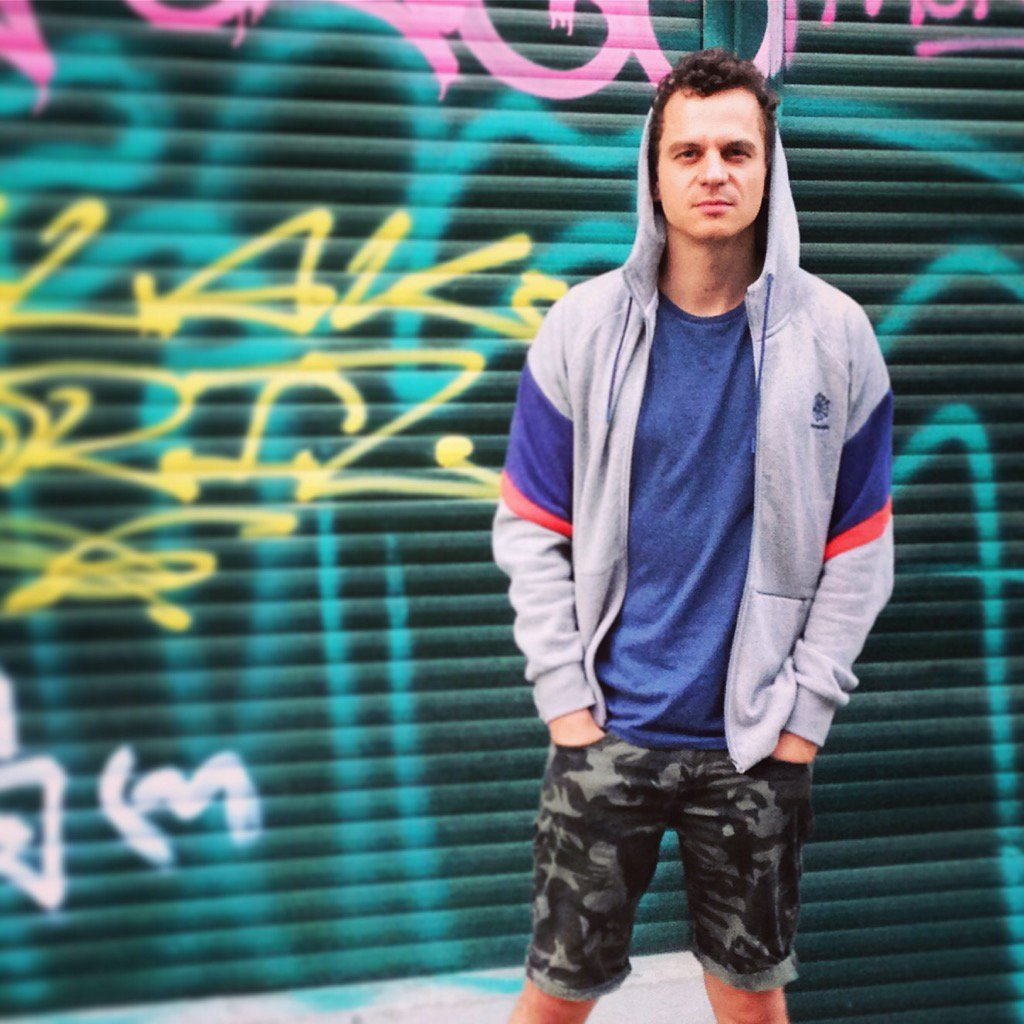
Christian Huber (2017)

Christian Huber (ehemals Christian „Pokerbeats“ Huber; * 29. Dezember 1984 in Regensburg) ist ein deutscher Autor, Komponist, Musikproduzent und Podcaster. Er arbeitet als Komponist und Buchautor und verfasste zahlreiche Comedyprogramme und Beiträge für Radio- und Fernsehshows (beispielsweise für das Neo Magazin Royale). Seine Kolumnen erschienen u. a. bei VICE News, ICON und in der Zeitung Die Welt.
Von Huber komponierte Musikstücke erreichten in verschiedenen Ländern hohe Chartpositionen und wurden mehrfach mit Platin ausgezeichnet.

## Leben
Geboren in Regensburg, wuchs Huber in Schwandorf auf, wo er 2004 sein Abitur am Carl-Friedrich-Gauß-Gymnasium machte. Nach einem abgebrochenen Studium an der Universität Regensburg und einem Volontariat im Funkhaus Regensburg zog er Ende 2010 nach Berlin. Hier lebte er als Autor und Komponist und arbeitete u. a. mit der australischen Hip-Hop-Band Hilltop Hoods, den deutschen Rappern Casper, Farid Bang und KC Rebell und dem amerikanischen Rapper Kool G Rap zusammen. Seit 2016 lebt Christian Huber in Köln. 2020 wurde die unter Regie von Tobi Baumann entstandene dreiteilige Miniserie ÜberWeihnachten, basierend auf Hubers Roman 7 Kilo in 3 Tagen, auf Netflix veröffentlicht. 2022 erschien der Coming-of-Age-Roman Man vergisst nicht, wie man schwimmt.

## Werke
- Fruchtfliegendompteur. Geschichten aus dem Leben und andere Irritationen. Piper, München 2015, ISBN 978-3-492-30791-8.
- 7 Kilo in 3 Tagen. Rowohlt, Reinbek bei Hamburg 2017, ISBN 978-3-499-63329-4.
- Alle anderen können einpacken. Über Weihnachten nach Hause. Rowohlt, Reinbek bei Hamburg 2018, ISBN 978-3-499-63419-2.
- Man vergisst nicht, wie man schwimmt. dtv, München 2022, ISBN 978-3-423-28998-6.

## Podcast
Seit Juni 2019 produziert Huber zusammen mit Tarkan Bagci wöchentlich den Comedy-Podcast Gefühlte Fakten.